# Kleinmachnow
Kleinmachnow település Németországban, azon belül Brandenburgban. Lakosainak száma 20 152 fő (2023. december 31.). Kleinmachnow Berlin, Steglitz-Zehlendorf, Teltow és Stahnsdorf községekkel határos.

## Népesség
A település népességének változása:
| Lakosok száma | 176  | 12 565 | 14 304 | 11 374 | 11 577 | 15 796 | 18 367 | 19 890 | 20 562 | 20 152 |
|               | 1875 | 1939   | 1971   | 1991   | 1996   | 2000   | 2005   | 2010   | 2014   | 2023   |